# Gymnoschoenus sphaerocephalus
Gymnoschoenus sphaerocephalus (Brown) Hook.f., 1859 è una pianta erbacea della famiglia Cyperaceae  diffusa in Australia, ove è nota come button grass.

## Descrizione
Si tratta di una specie erbacea perenne che cresce a ciuffi. Le singole foglie, triangolari e nastriformi, misurano fino a mezzo metro di lunghezza, ma sono larghe solo 0,1-0,25 cm; esse hanno il più basso contenuto di fosforo fra tutte le piante. Le infiorescenze sono poste su un lungo stelo che spunta dal centro del ciuffo di foglie, e che può crescere fino a un metro d'altezza: i fiori sono disposti a spighette appiattite e misurano fino a mezzo centimetro di lunghezza.
L'apparato radicale è formato da rizomi commestibili e ricchi di carboidrati.

## Distribuzione e habitat
La specie è diffusa in particolare negli stati del Nuovo Galles del Sud e della Tasmania. In quest'ultima la specie è molto abbondante (in particolare nell'area occidentale dell'isola) e va a formare un habitat particolare ed unico al mondo.

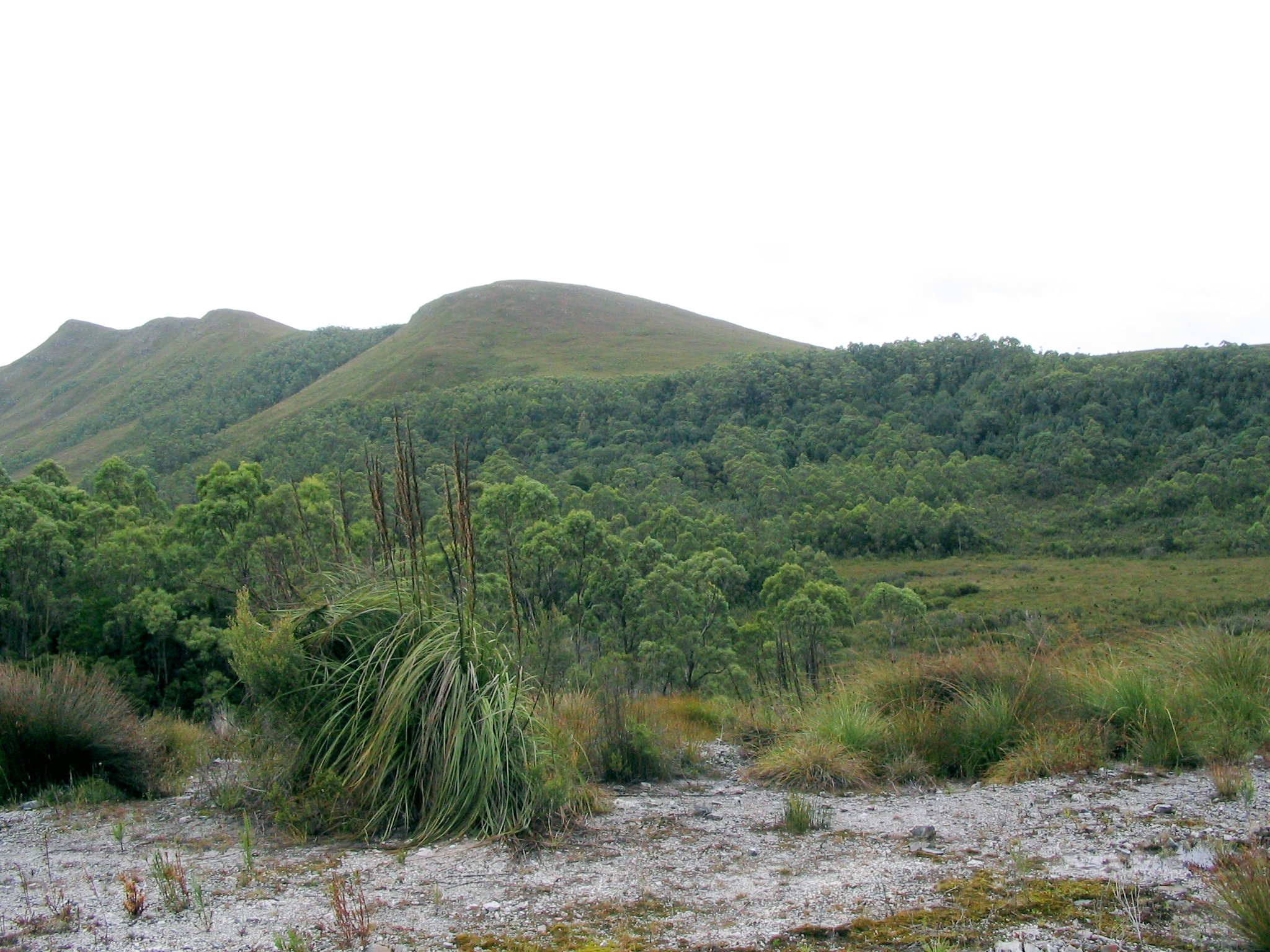
Prateria di button grass al limitare di una foresta in Tasmania: quest'erba è molto importante per l'ecosistema dell'isola.

Questa pianta cresce in aree umide, acide e povere di nutrienti (generalmente torba con pH attorno a 3,5-4,5), andando a formare dove possibile delle praterie. A volte cresce associata a specie primitive come i licopodi Lycopodium laterale e Selaginella uliginosa e le felci Gleichenia dicarpa e G. alpina, rimanendo tuttavia la specie dominante.

## Ecologia
Quest'erba è di fondamentale importanza per il pappagallo panciarancio Neophema chrysogaster, che da quest'erba ricava il cibo e che durante l'estate australe nidifica nelle praterie di button grass della Tasmania sud-occidentale: essa può inoltre formare un legame simbiotico col gambero terricolo Parastacoides tasmanicus, che scavando gallerie fra le radici contribuisce a mantenere il suolo aerato.
Nonostante viva in climi umidi, si tratta di una pianta molto infiammabile e le aree in cui ha un ruolo predominante nell'ecosistema locale sono piuttosto ben adattate agli incendi periodici.

## Tassonomia
Descritta scientificamente per la prima volta nel 1810 dal botanico Robert Brown, che nel suo libro Prodromus Florae Novae Hollandiae et Insulae Van Diemen col nome di Chaetospora sphaerocephala, nel 1858 venne riclassificata da Joseph Dalton Hooker con l'attuale nome scientifico.